# Sport (premetrostation)

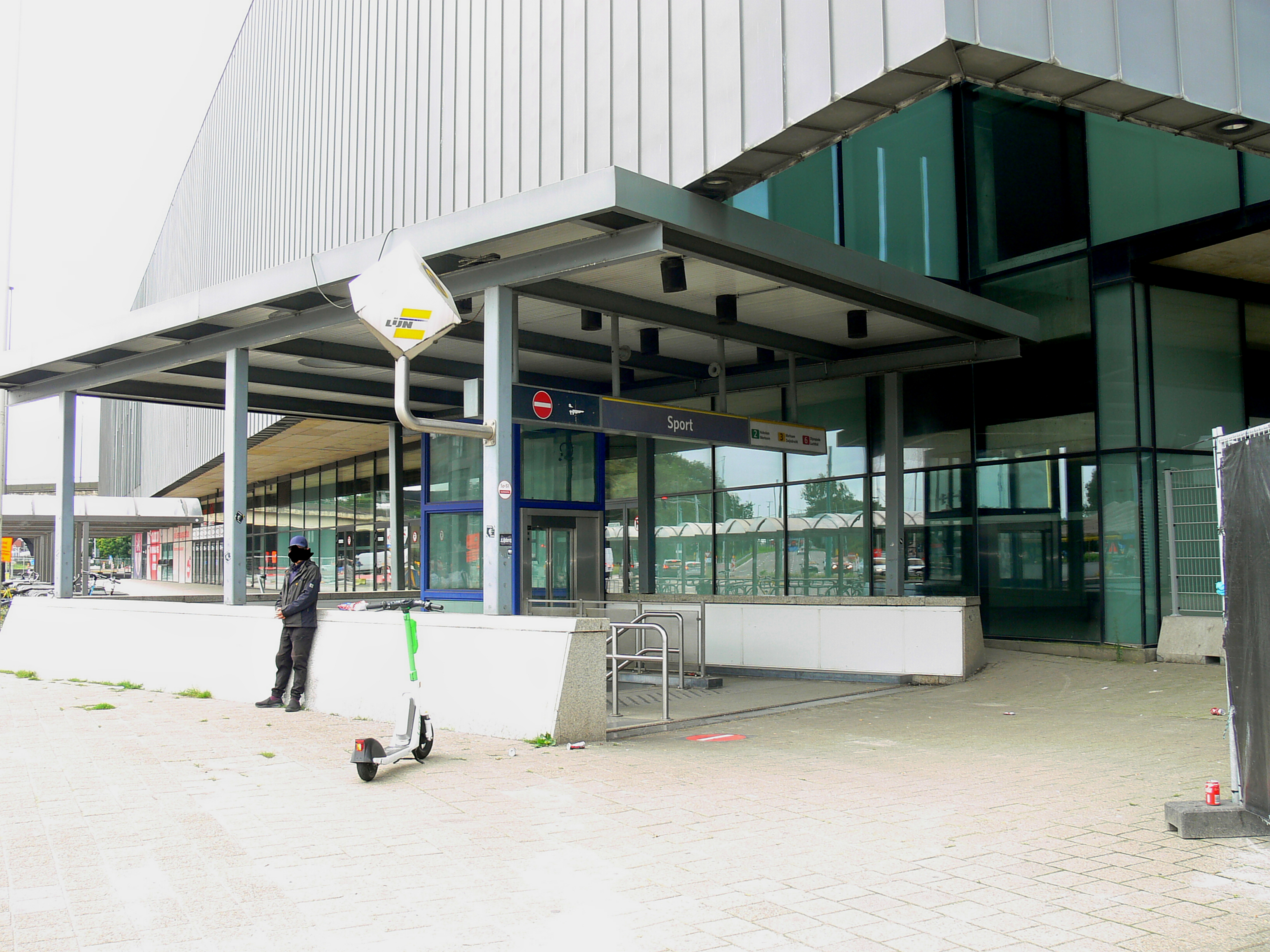
Ingang aan het Sportpaleis

Sport is een Antwerps premetrostation, gelegen onder het Raoul Grégoirplein, nabij het Sportpaleis.
Het station werd geopend op 1 april 1996 samen met de andere stations van de lijn tussen het Astridplein en het Sportpaleis.
In 2005 werd het station aangepast, er werden liften geïnstalleerd en bewegwijzering voor blinden en slechtzienden.
Het interieur van het station werd ontworpen door Renaat Braem en Jan Willems, en wordt gekenmerkt door een mozaïekpatroon van witte tegels met felle gele en oranje accenten en een moderne bewegwijzering. Op de muren van de perrons werden houten figuren van wielrenners en schaatsers geplaatst.  
Station Sport bevindt zich in een bocht van het spoor, waarrond een keerlus ligt komende van station Schijnpoort (niveau -2) naar het perron op niveau -3.
Op straat niveau zijn er 2 ingangen namelijk aan het Sportpaleis en op het Raoul Grégoirplein.
Op niveau -1 bevindt zich een moderne stationshal half boven het perron richting Schijnpoort.
Op niveau -2 liggen twee perrons richting Station Schijnpoort, waarvan één volledig afgewerkt voor trams die van de Burgemeester Gabriël Theunisbrug komen. Het andere perron is voor de trams die van de keerlus komen en heeft een rechtstreekse toegang naar het bovengelegen Sportpaleis. 
Op niveau -3 ligt op een diepte van 18,90m het 60m lange perron richting Merksem.
Het station wordt bediend door volgende lijnen:
Lijn 2 Hoboken - Merksem
Lijn 3 Merksem - Zwijndrecht
Lijn 6 Luchtbal - Olympiade

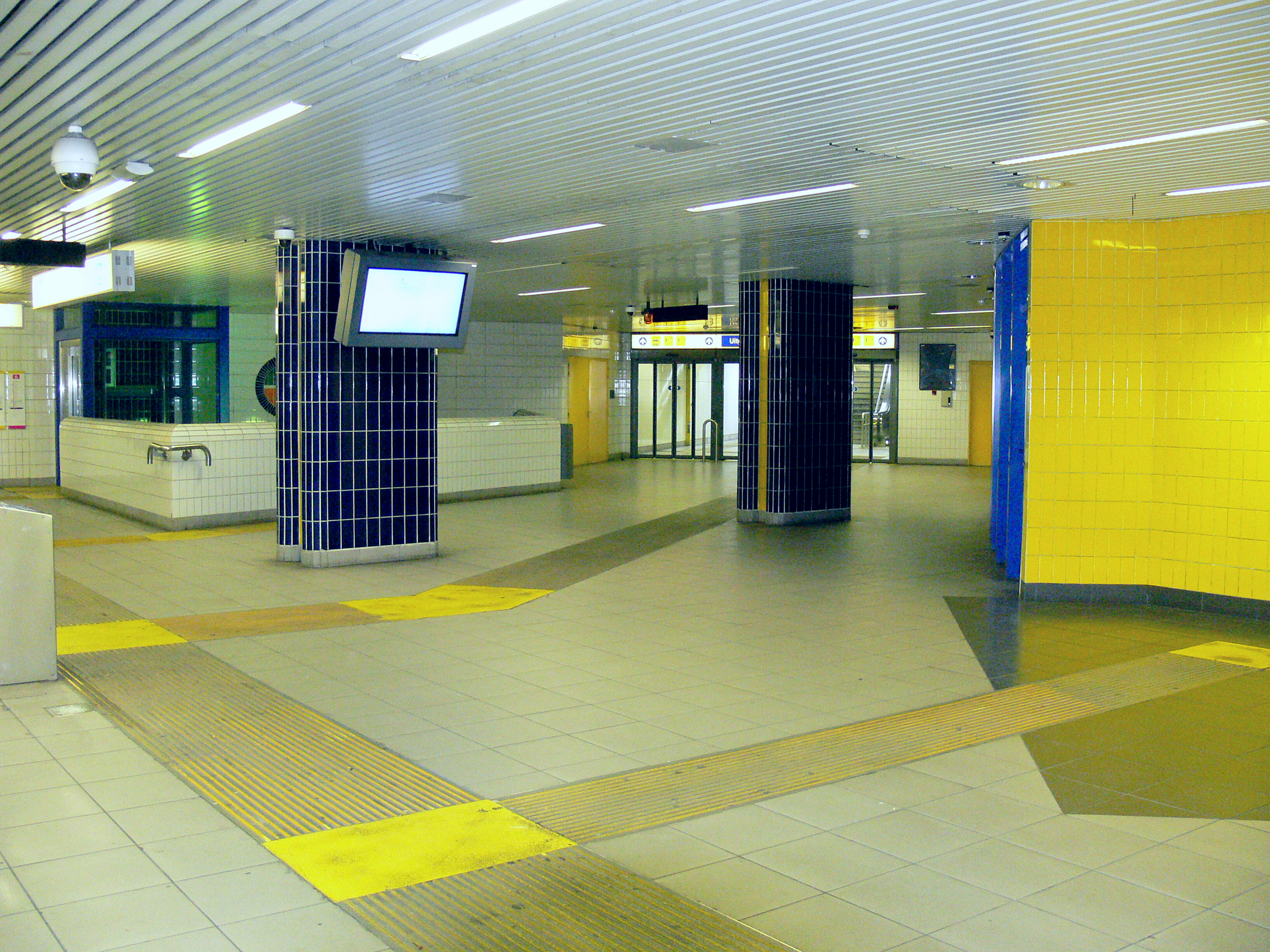
Station Sport niveau -1 Stationshal
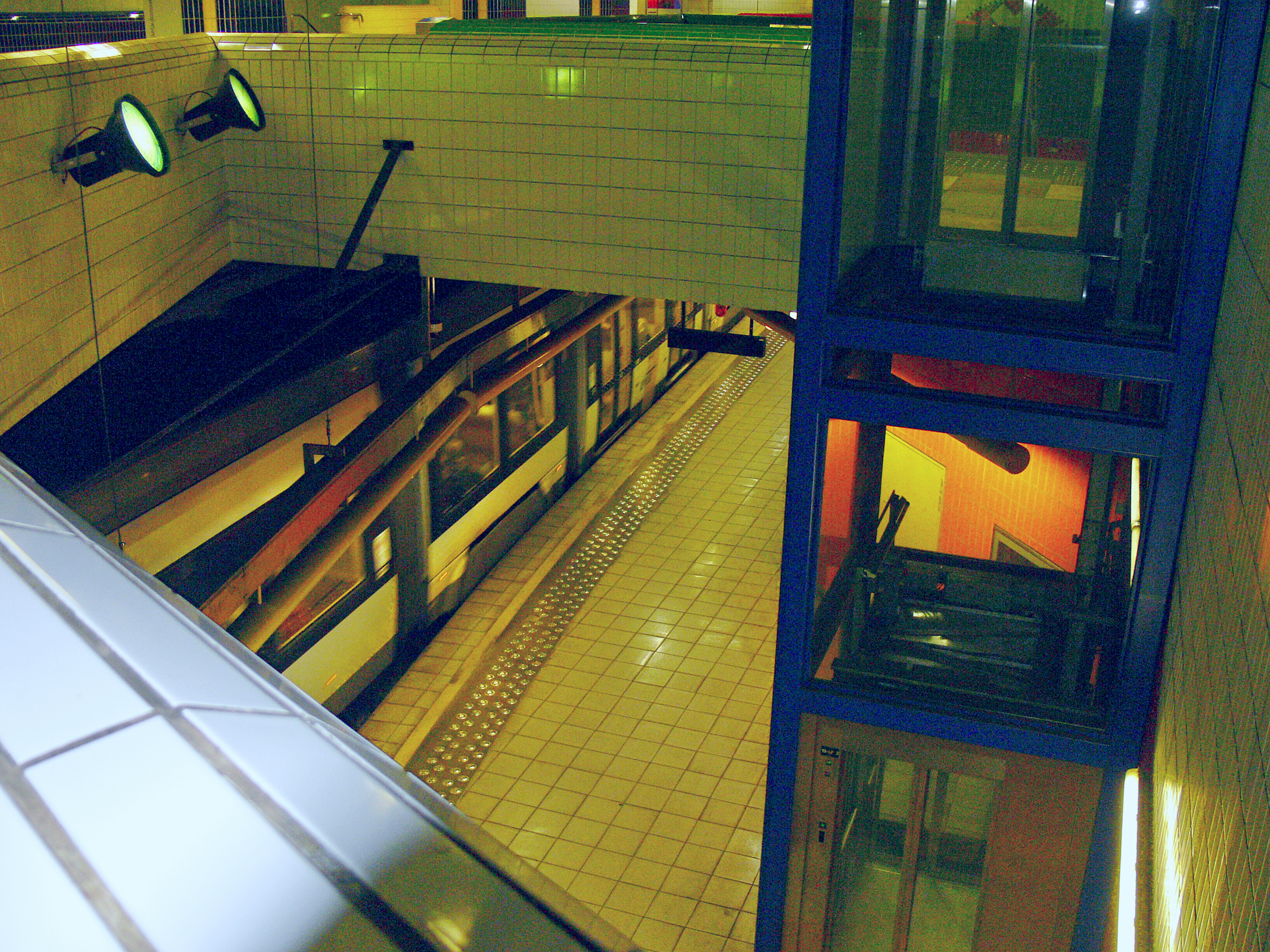
Station Sport niveau -1 Stationshal zicht op niveau -2 Perron richting Schijnpoort
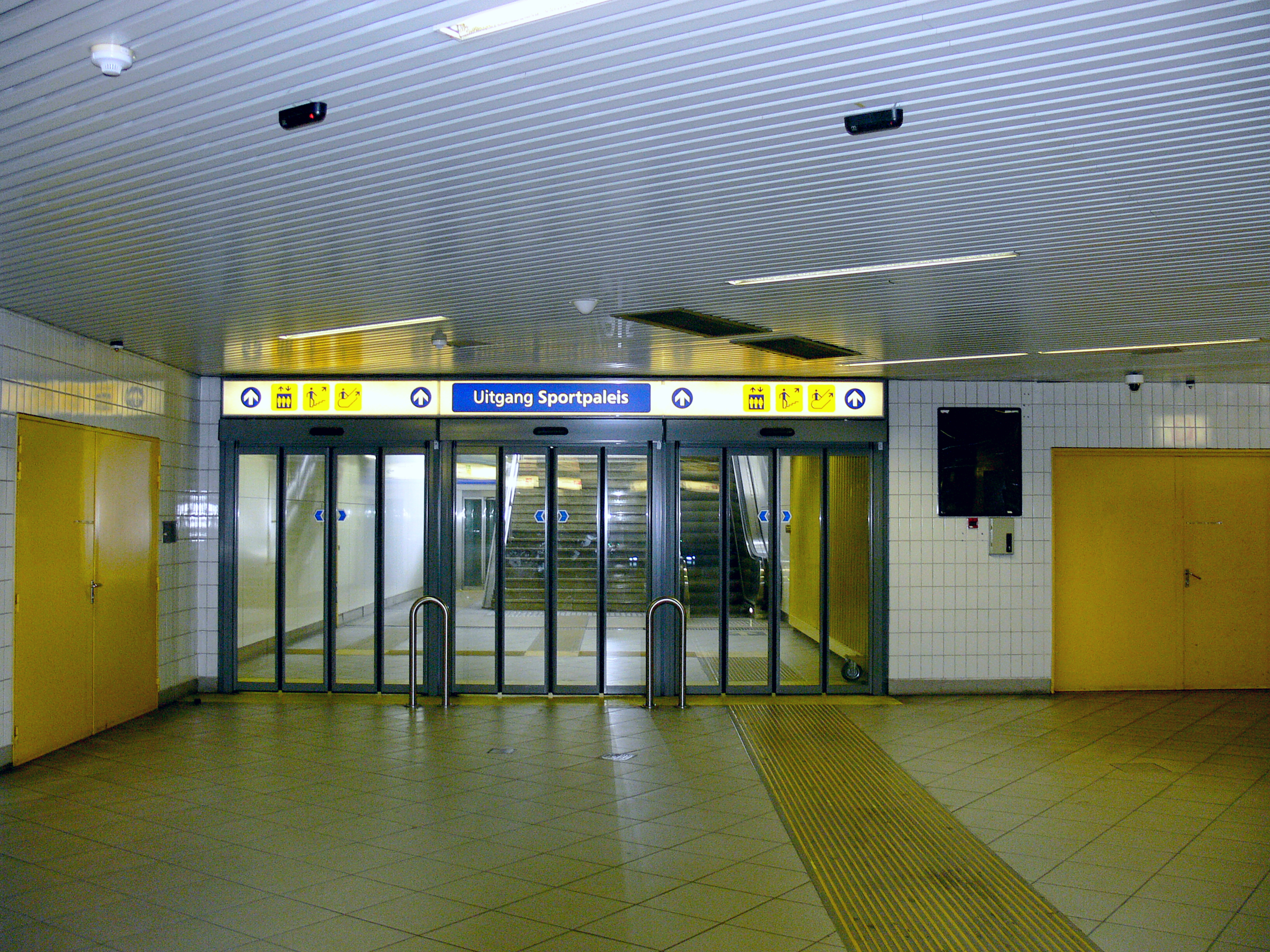
Station Sport niveau -1 Stationshal uitgang Sportpaleis
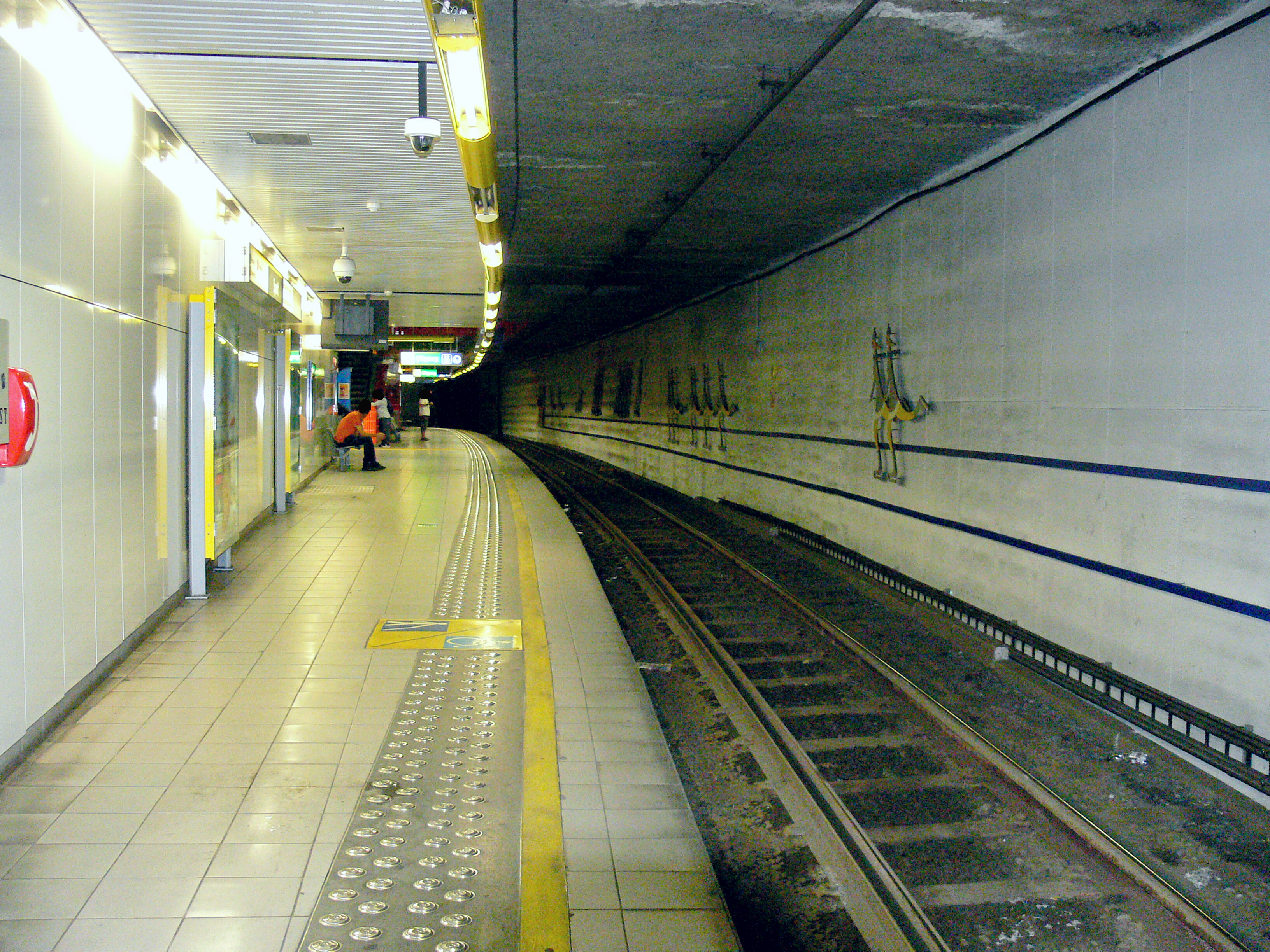
Station Sport niveau -2 Perron richting Schijnpoort
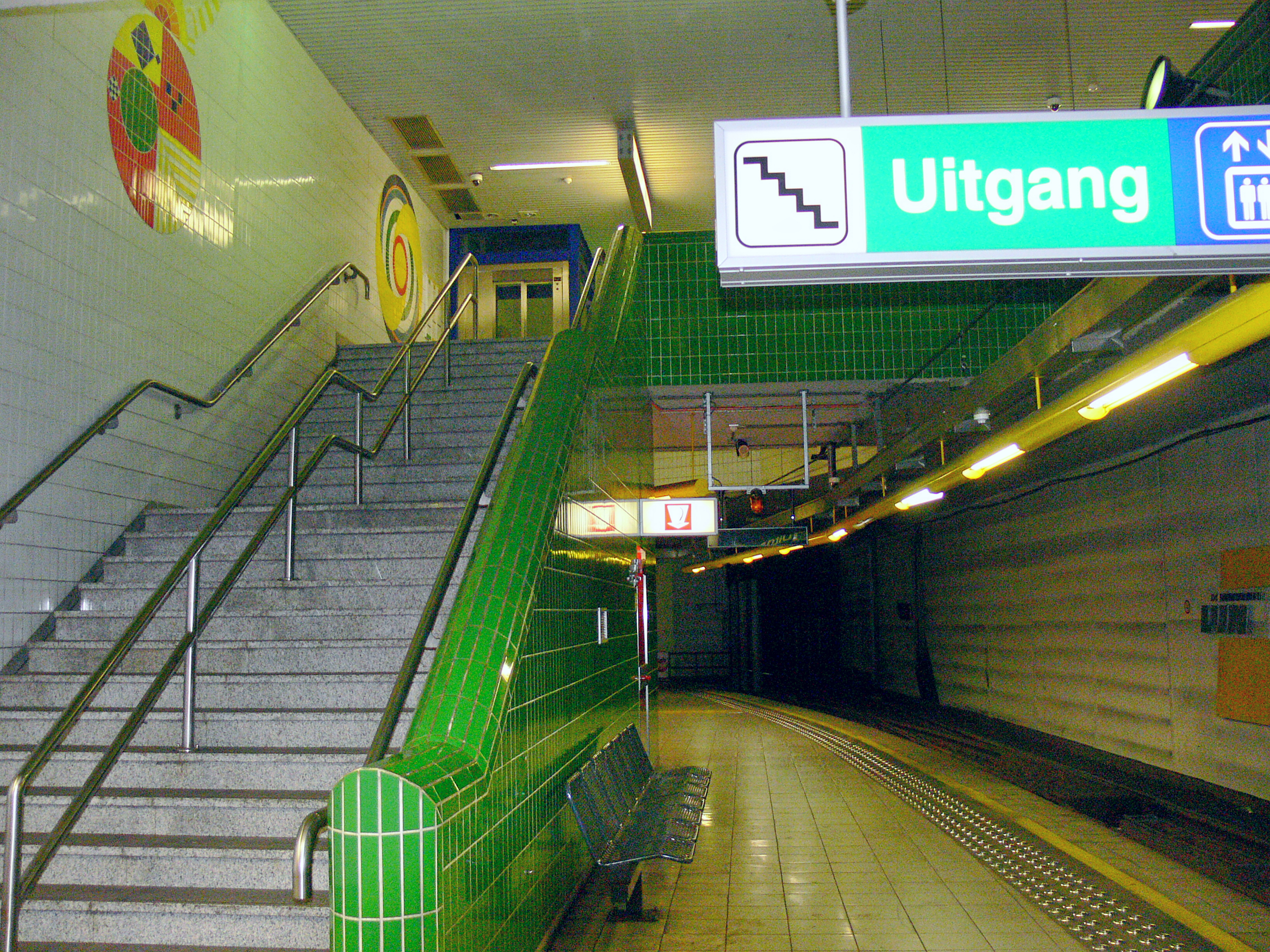
Station Sport niveau -2 Perron richting Schijnpoort
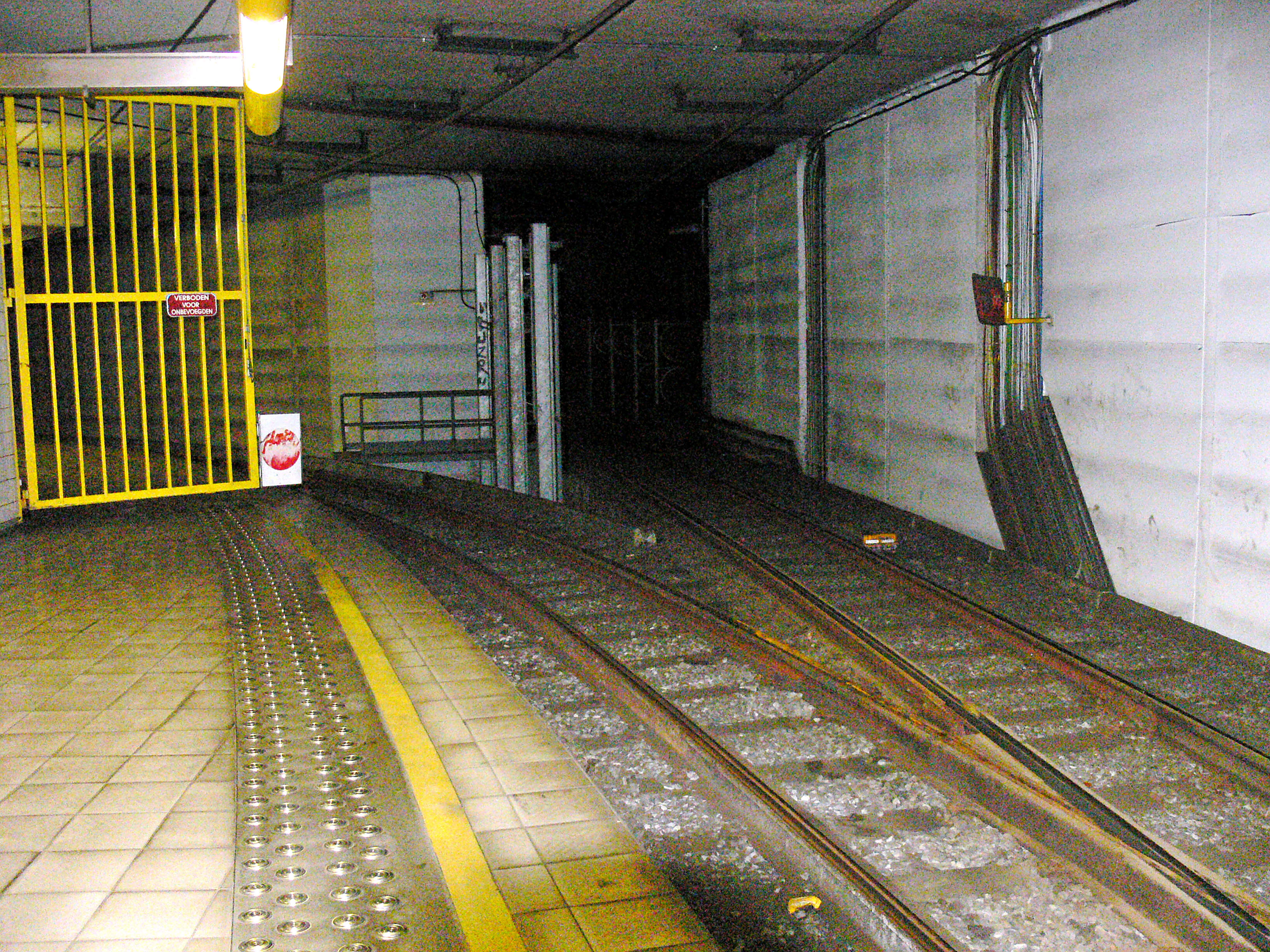
Station Sport niveau -2 wissel keerlus komende van niveau -3 Schijnpoort
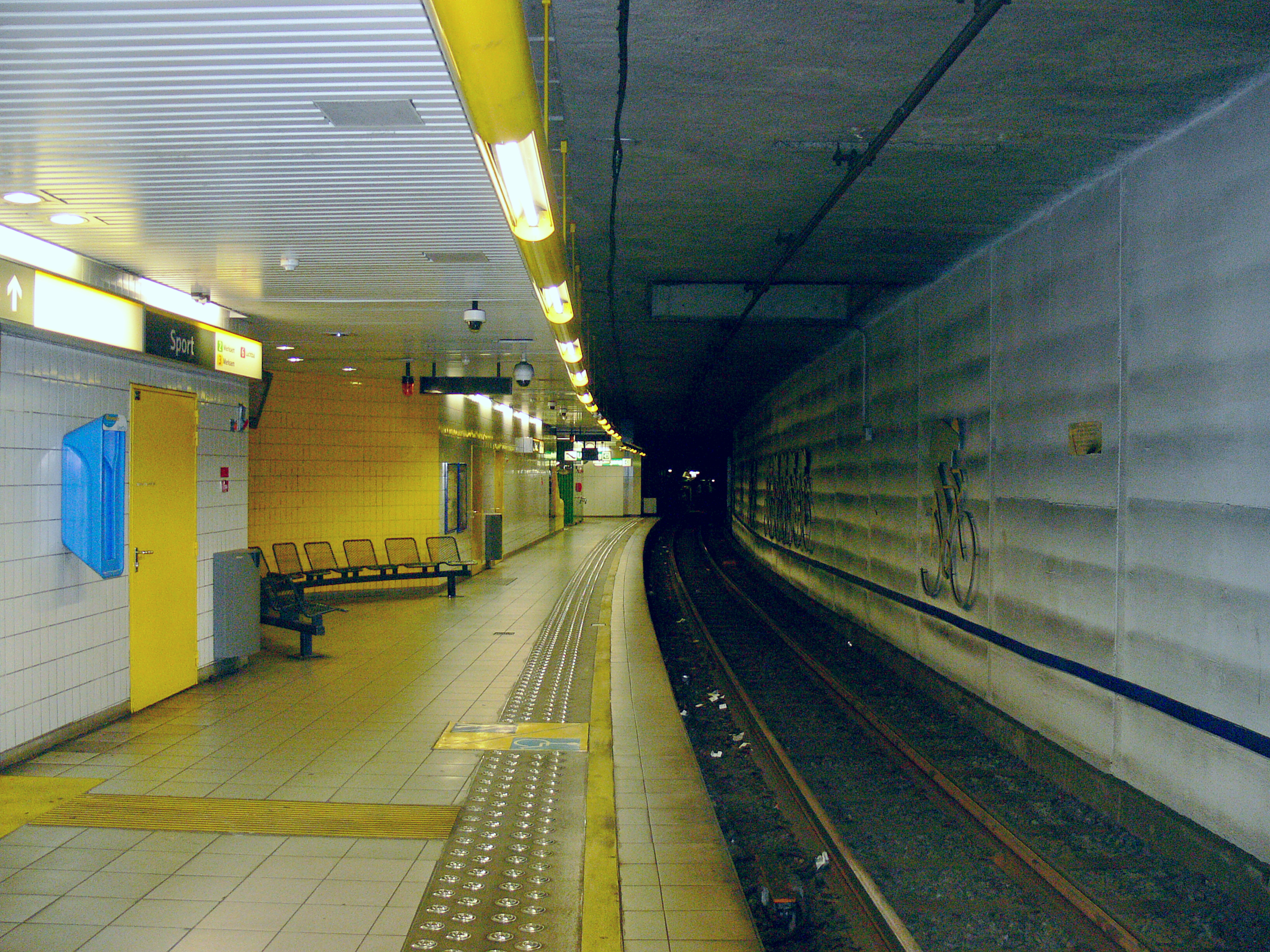
Station Sport niveau -3 Perron richting Gabriël Theunisbrug
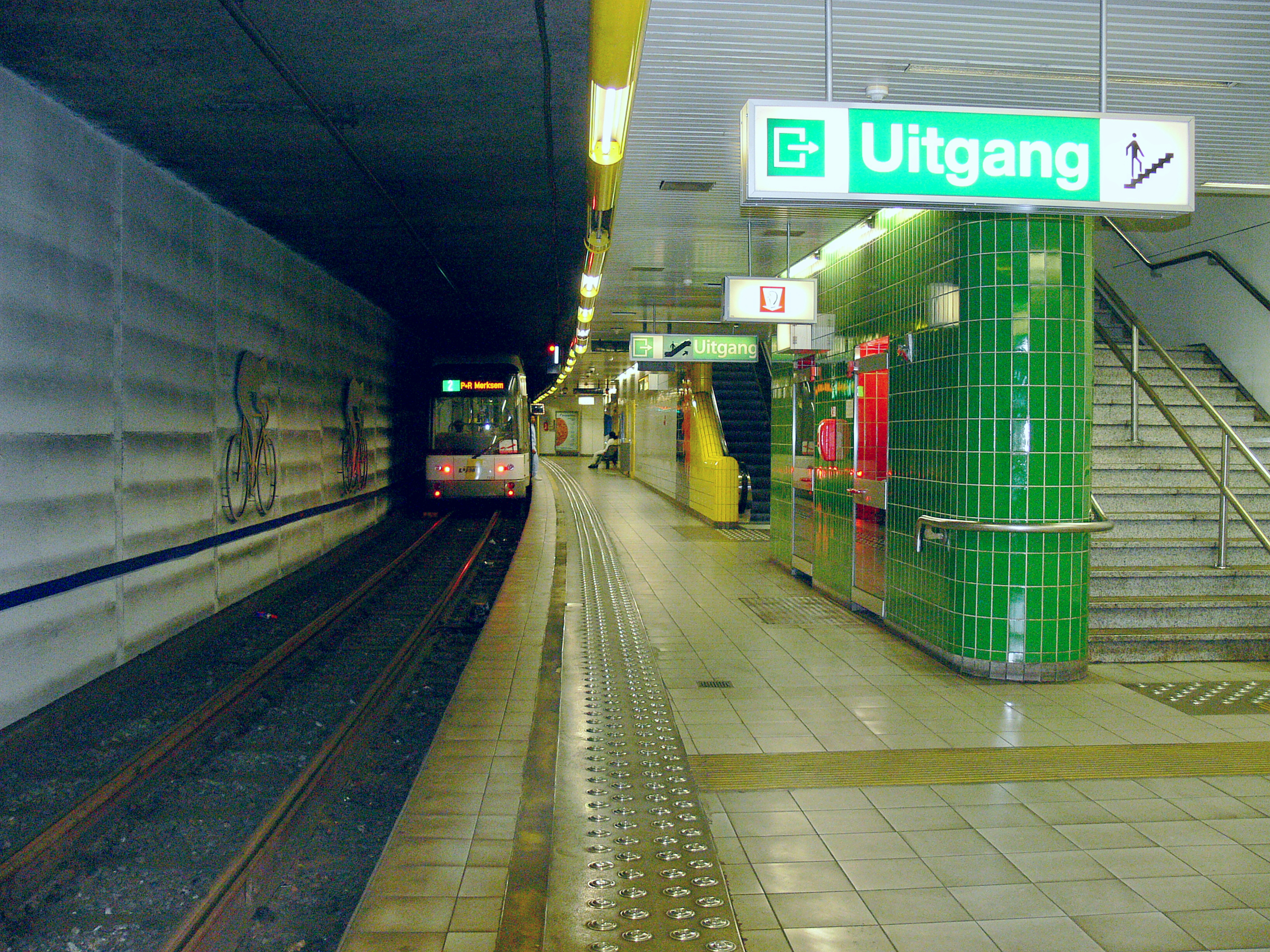
Station Sport niveau -3 Perron richting Gabriël Theunisbrug
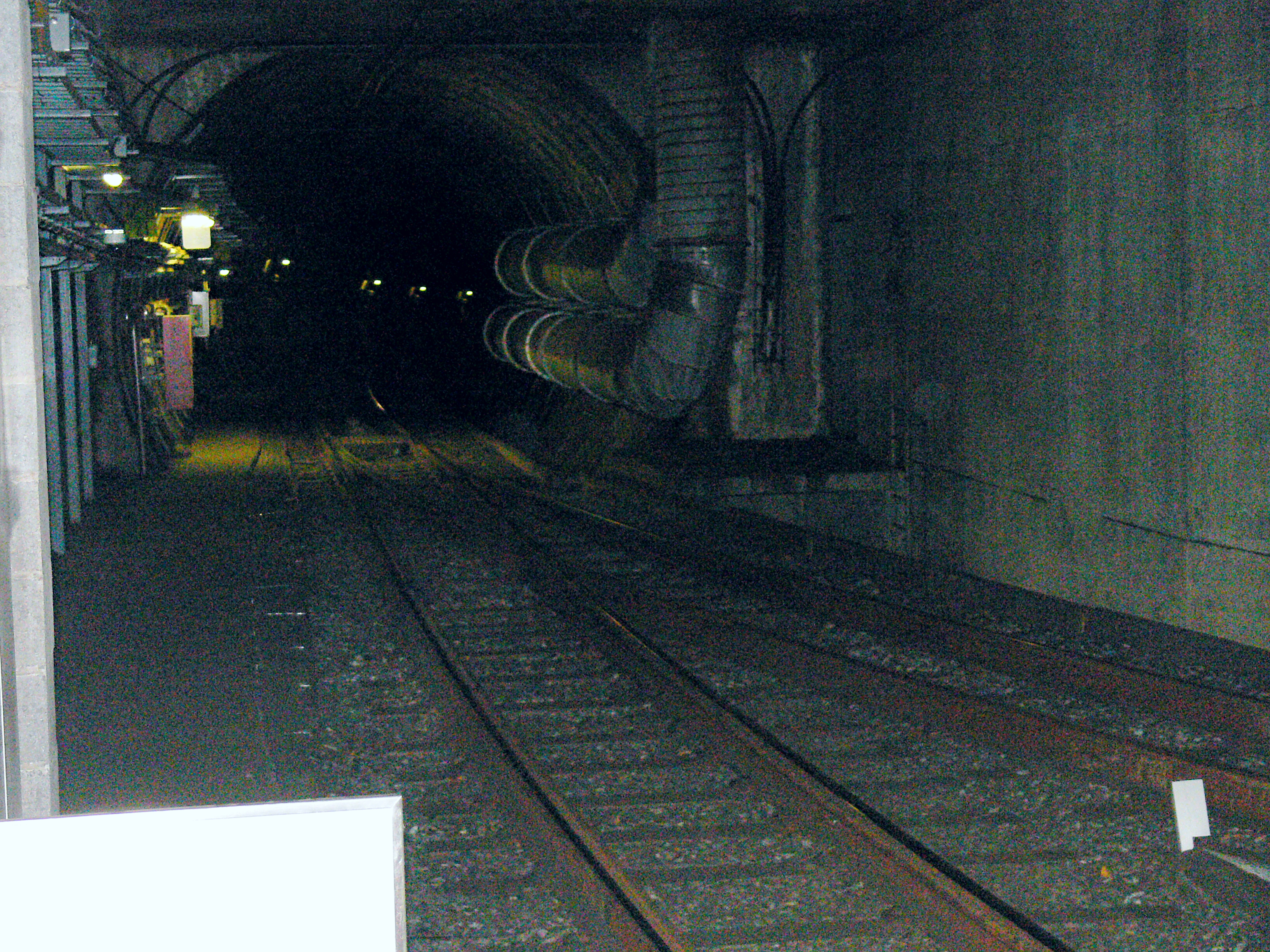
Station Sport niveau -3 wissel keerlus naar niveau -2

## Toekomst
Volgens plan 2021 (zie Nethervorming basisbereikbaarheid) zouden eind 2021 de drie bovengenoemde tramlijnen vervangen worden door de premetrolijn M3. Bovengronds zou dan overgestapt kunnen worden op tramlijn T6. Er werd in maart 2021 besloten om dit plan enkele jaren uit te stellen tot er voldoende nieuwe trams geleverd zijn.